# مسجد الشيخ إبراهيم
مسجد الشيخ إبراهيم باشا أحد المساجد العتيقة بمنطقة المنشية الصغرى بمدينة الإسكندرية المصرية، يقع بجوار جدار المغاربة.
يذكر علي مبارك في كتاب الخطط التوفيقية: «ومسجد الشيخ إبراهيم باشا بناه المذكور سنة 1240 وبه دروس العلم لا تنقطع فهو في الإسكندرية كالأزهر في مصر»  و «أول بناء أقيم في منطقة المنشية كان مسجد الشيخ إبراهيم عام 1820 م»